# Danh sách hiệu kỳ tại Ukraina
Dưới đây là danh sách các loại cờ từng được dùng làm cờ hiệu của các tổ chức chính trị - xã hội cấp quốc gia tại Ukraina trong lịch sử, được các tài liệu độc lập và có uy tín ghi nhận:

## Quốc kỳ
| Cờ | Thời điểm    | Sử dụng | Mô tả                                     |
| -- | ------------ | ------- | ----------------------------------------- |
|    | 1991 đến nay | Quốc kỳ | Hai dải ngang với xanh trên và vàng dưới. |

Cộng hòa Nhân dân Ukraina (1917 - 1921)
Cộng hòa Nhân dân Tây Ukraina (1918 - 1919)
Cộng hòa Xã hội chủ nghĩa Xô viết Ukraina (1919 - 1927)
Cộng hòa Xã hội chủ nghĩa Xô viết Ukraina (1927 - 1937)
Cộng hòa Xã hội chủ nghĩa Xô viết Ukraina (1937 - 1949)
Cộng hòa Xã hội chủ nghĩa Xô viết Ukraina (1949 - 1991)

## Chính phủ
| Cờ | Thời điểm    | Sử dụng                          | Mô tả                                                                   |
| -- | ------------ | -------------------------------- | ----------------------------------------------------------------------- |
|    | 1992 đến nay | Hiệu kỳ Tổng thống Ukraina       | Đinh ba vàng ở chính giữa, với đường viền lá vàng, trên cánh đồng xanh. |
|    | 1992 đến nay | Hiệu kỳ Dịch vụ Hải quan Ukraina |                                                                         |

## Quân kỳ

Lục quân Ukraina
Không quân Ukraina
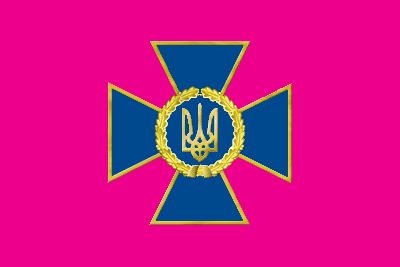
Hải quân Ukraina

## Một số lá cờ từng xuất hiện trong lịch sử

Hiệu kỳ Bukovyna
Hiệu kỳ dân tộc Kazak Zaporozhe
Hiệu kỳ dân tộc Thát Đát Krym
Quốc kỳ Cộng hòa Nhân dân Krym

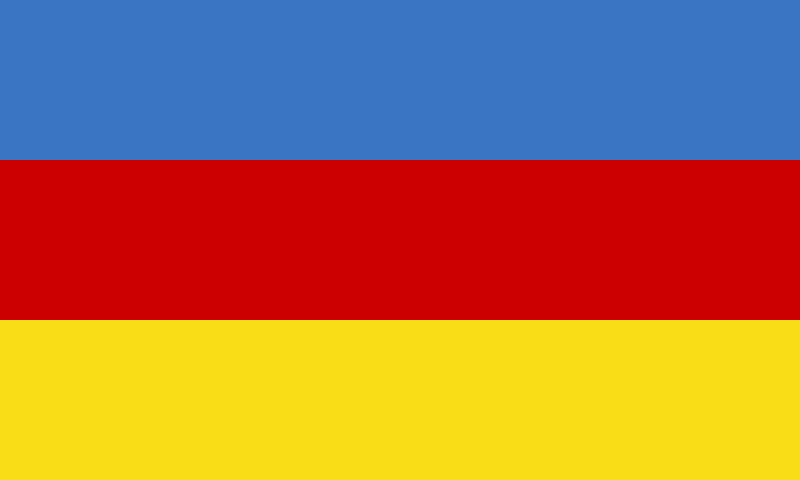
Quốc kỳ Vương quốc Galicia và Lodomeria
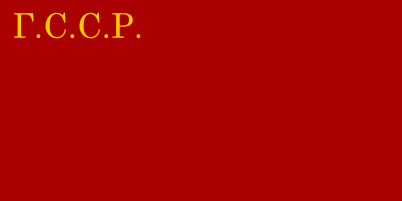
Quốc kỳ Cộng hòa Xã hội chủ nghĩa Xô viết Galicia
Hiệu kỳ Hải quân Cộng hòa Nhân dân Ukraina
Hiệu kỳ Nghĩa quân Ukraina